# Вістки з Непалу
«Вістки з Непалу» (рос. Вести из Непала) — оповідання російського письменника Віктора Пелевіна.

## Сюжет
Оповідання починається з опису звичайного робочого ранку Любочки, інженера з раціоналізації в тролейбусному парку. Поступово проступають деталі, що змушують засумніватися в реалістичності дії. Врешті, під час виробничої наради відкривається гірка істина — це перший робочий день героїв оповідання в пародійному загробному світі, коли, згідно з православною догматикою, починаються так звані повітряні муки — герої відчувають приблизно те саме, що й за життя. Оповідання закінчується, як і починається, — можливо, під впливом оповідань В. В. Набокова, одного з улюблених письменників Пелевіна.

## Публікація
Оповідання вперше було опубліковане у 1991 році в складі авторської збірки «Синій ліхтар», пізніше увійшло до книги Пелевіна «Жовта стріла».